# Góndola
|  | Aquest article tracta sobre L'embarcació veneciana. Si cerqueu l'element de supermercat, vegeu «Góndola de supermercat». |

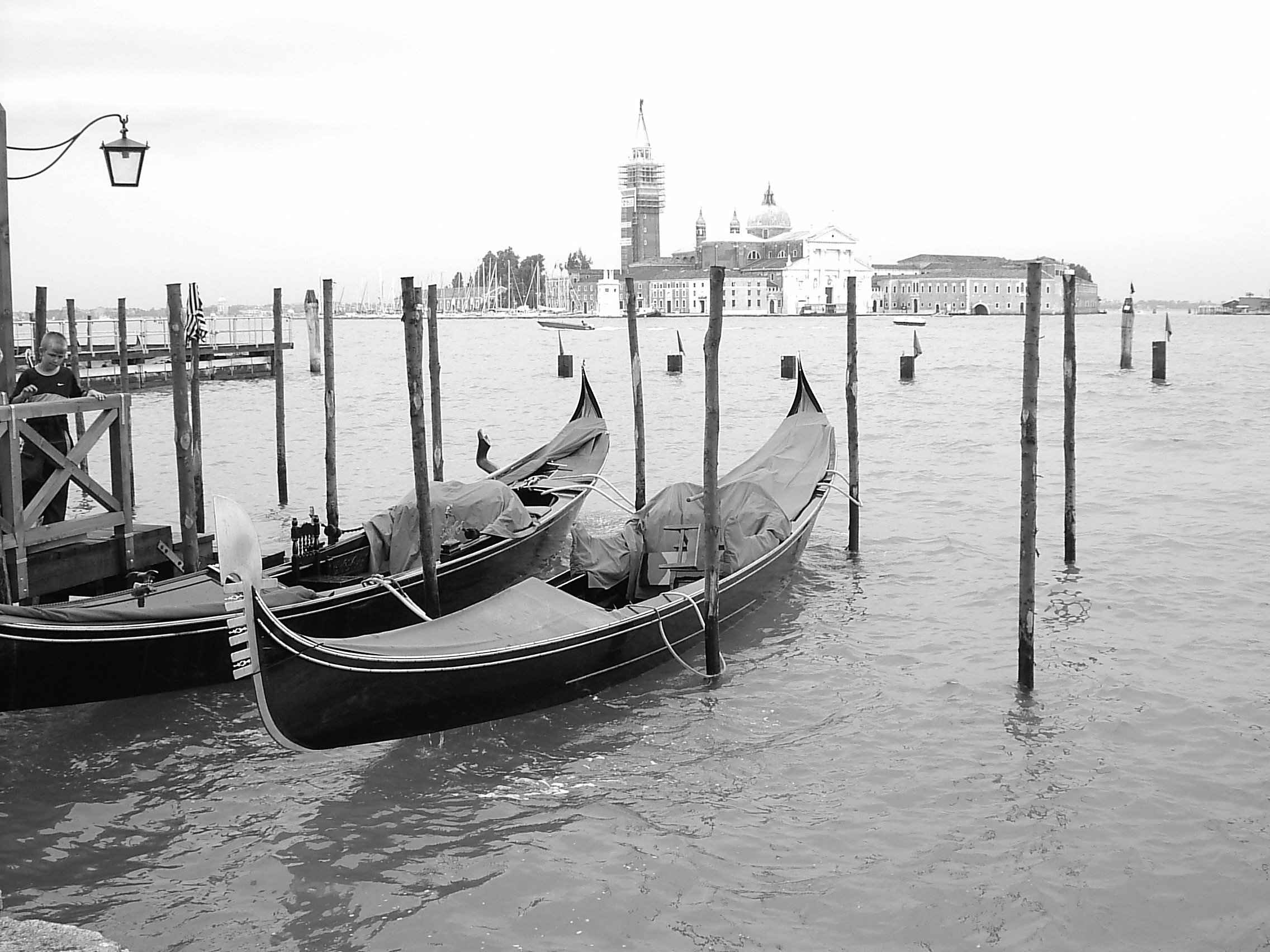
Góndoles amarrades

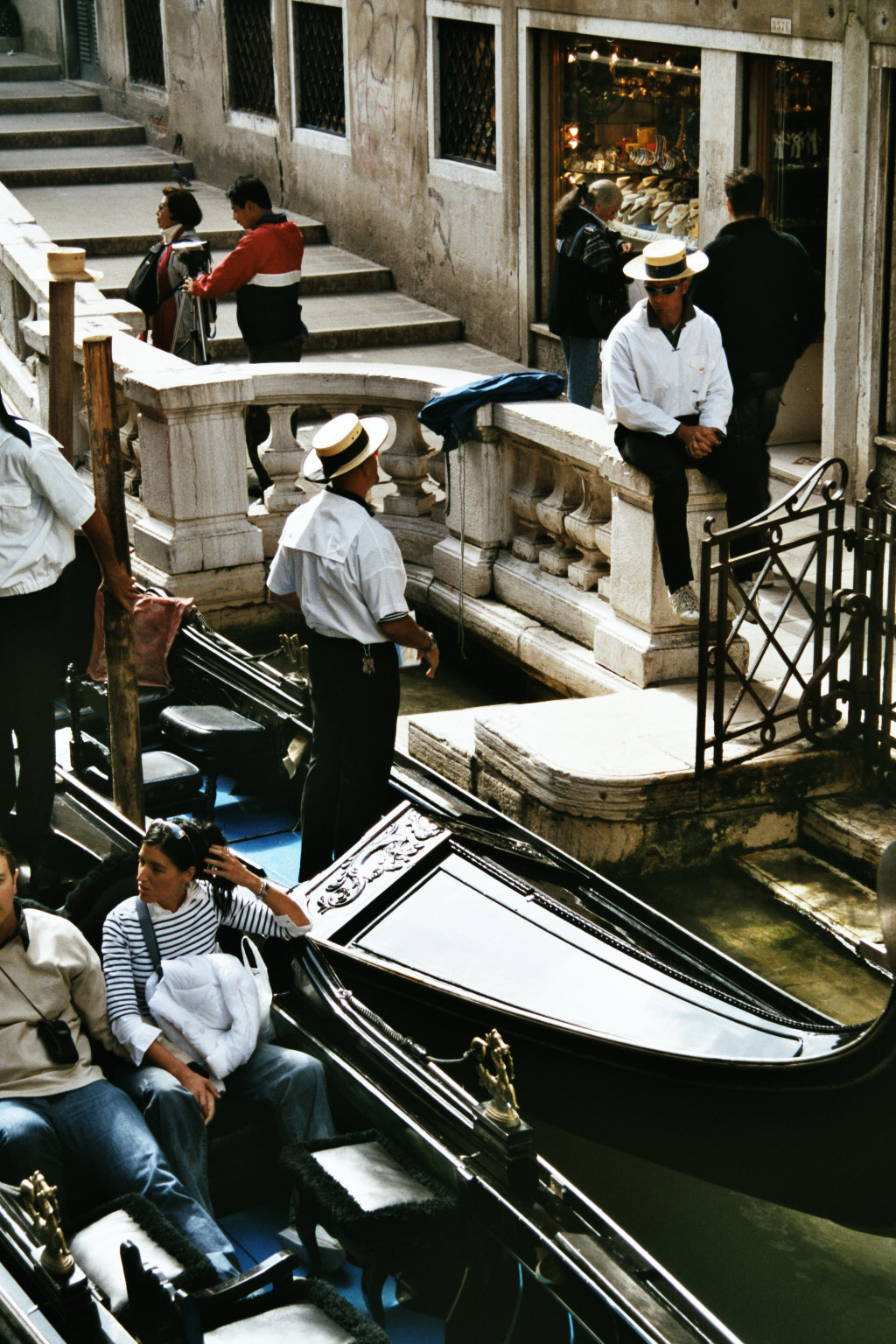
Gondolers venecians

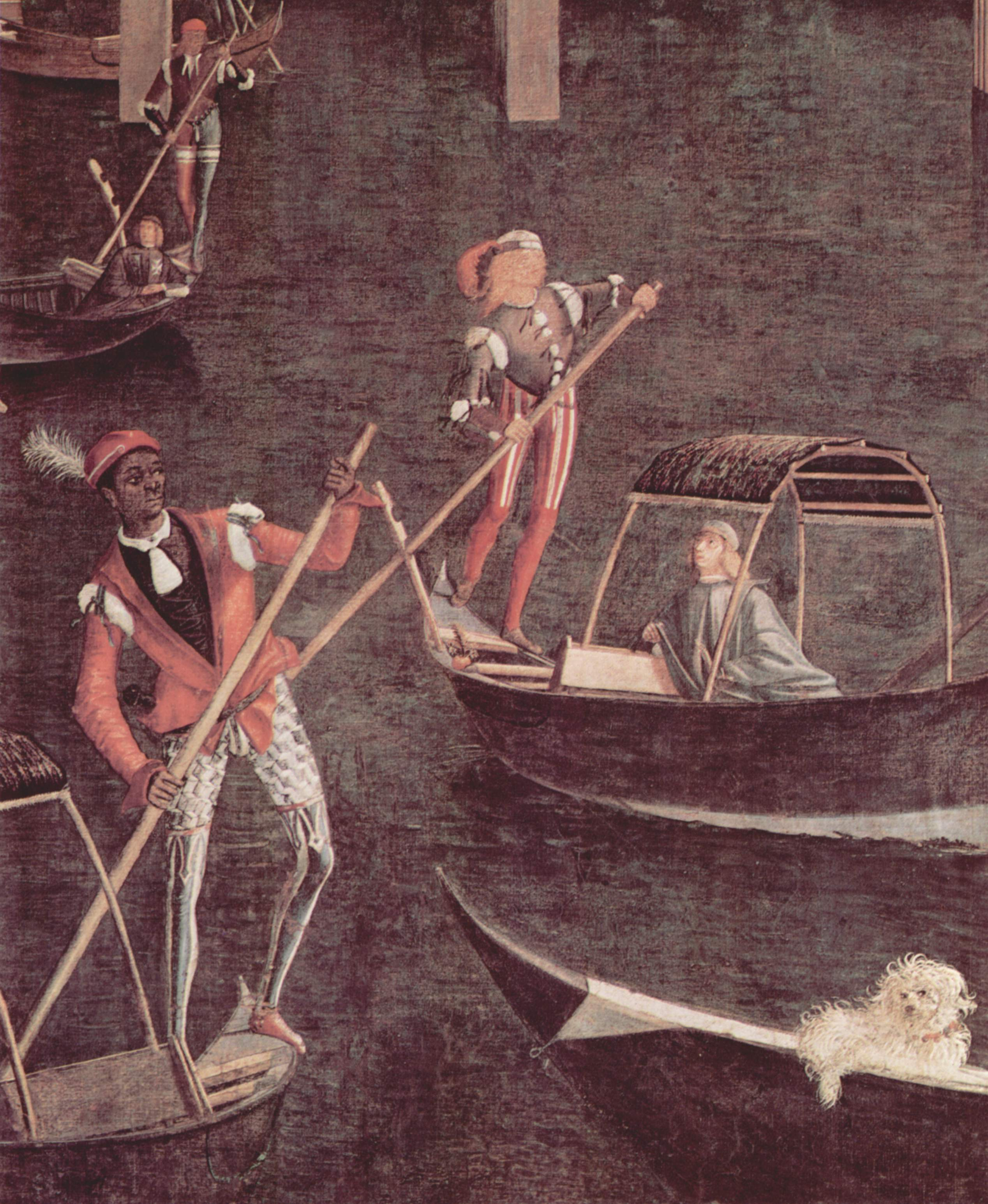
Gondolers venecians retratats en un quadre de 1494, obra de Vittore Carpaccio, (Venècia, circa 1460 - 1525/1526), pintor del Renaixement italià

La góndola és un bot de rems tradicional de Venècia. Les góndoles van ser durant segles el principal mitjà de transport de Venècia i encara tenen un paper important, ja que serveixen com a transbordament als canals principals.
La góndola és propulsada per un remer (gondoler) i, contràriament a la creença popular, no és propulsada per una perxa, ja que les aigües de Venècia són massa profundes per a això. Una góndola per a passatgers pot tenir una petita cabina oberta, per a la protecció contra el sol o la pluja. Una llei sumptuària de Venècia va disposar que les góndoles van pintades de negre. Això és degut al fet que els gondolers, per tal de portar el màxim nombre de persones i així guanyar més diners, van començar a decorar les seves góndoles amb tota mena de materials, i, habitualment, pedres precioses i or. A causa de la baixa taxa de transports la majoria d'aquests s'arruïnaven a causa d'aquesta despesa no rendible. Per això es va fer una llei mitjançant la qual totes les góndoles havien de ser negres, i no podien portar cap tipus d'ornamentació.
S'estima que durant el segle xviii navegaven pels canals milers de góndoles. En l'actualitat el seu nombre ronda el centenar, destinades principalment al turisme, per al transbord cap als canals principals i per a ús privat. La construcció de la góndola es va desenvolupar fins a final del segle xix, quan van començar a substituir uns vaixells motoritzats que reben el nom de motoscafo.
La góndola és llarga i estreta, amb un contorn asimètric per facilitar la propulsió amb un sol rem, i amb una curvatura longitudinal que redueix al mínim l'àrea de contacte amb l'aigua. El rem se sosté amb un pany especial coneguda com a forcola, que té una forma complicada, que permet diverses posicions com les de rem lent, avanç, gir, fre i perxar.
A la proa de l'embarcació hi sol haver un ornament de ferro que serveix com a protecció en cas d'accident, per decoració i com a contrapès, ja que el gondoler rema dret a la popa.